# Вайомінг (округ, Нью-Йорк)
Шаблон:StateAbbr_ 42°50′00″ пн. ш. 78°05′00″ зх. д. / 42.833333333333° пн. ш. 78.083333333333° зх. д.
Округ Вайомінг (англ. Wyoming County) — округ (графство) у штаті Нью-Йорк, США. Ідентифікатор округу 36121.

## Історія
Округ утворений 1841 року.

## Демографія
За даними перепису 2000 року, загальне населення округу становило 43424 осіб, зокрема міського населення було 15501, а сільського — 27923.
Серед мешканців округу чоловіків було 23535, а жінок — 19889. В окрузі було 14906 домогосподарств, 10713 родин, які мешкали в 16940 будинках. Середній розмір родини становив 3,08.
Віковий розподіл населення поданий у таблиці:
| Стать    | До 15 років | 15-21 | 22-29 | 30-39 | 40-49 | 50-65 | 65-85 | Понад 85 |
| -------- | ----------- | ----- | ----- | ----- | ----- | ----- | ----- | -------- |
| Чоловіки | 4337        | 2162  | 2832  | 4532  | 4049  | 3408  | 2022  | 193      |
| Жінки    | 4076        | 1861  | 1624  | 2985  | 3140  | 3121  | 2603  | 479      |

## Суміжні округи
- Дженесі — північ
- Лівінгстон — схід
- Аллегені — південь
- Каттарогус — південний захід
- Ері — захід

## Виноски
1. ↑  U.S. Decennial Census. United States Census Bureau. Архів оригіналу за 26 квітня 2015. Процитовано 8 січня 2015.
2. ↑  Historical Census Browser. University of Virginia Library. Архів оригіналу за 11 серпня 2012. Процитовано 8 січня 2015.
3. ↑  Forstall, Richard L., ред. (27 березня 1995). Population of Counties by Decennial Census: 1900 to 1990. United States Census Bureau. Архів оригіналу за 19 лютого 2015. Процитовано 8 січня 2015.
4. ↑  Census 2000 PHC-T-4. Ranking Tables for Counties: 1990 and 2000 (PDF). United States Census Bureau. Архів оригіналу (PDF) за 18 грудня 2014. Процитовано 8 січня 2015.
5. ↑  State & County QuickFacts. United States Census Bureau. Архів оригіналу за 6 червня 2011. Процитовано 13 жовтня 2013.(англ.) Наведено за англійською вікіпедією.
6. ↑  American FactFinder. Бюро перепису населення США. Архів оригіналу за 26 лютого 2012. Процитовано 31 січня 2008.

| США | Це незавершена стаття з географії США. Ви можете допомогти проєкту, виправивши або дописавши її. |